# Black Market (альбом Weather Report)
Black Market — шестой студийный альбом американской джаз-фьюжн группы Weather Report, выпущенный в 1976 году лейблом Columbia. Это первый альбом с виртуозным басистом Джако Пасториусом, который появляется в «Cannon Ball» (посвящение Джо Завинула недавно умершему Джулиану «Кэннонболлу» Эддерли) и собственной оригинальной композиции «Barbary Coast».
Это был переходный момент для группы, предвещающий то, что окажется их самым популярным периодом — движение от импровизационного джаза, основанного на студийных экспериментах, в сторону более доступного для широкой публики джаз-фьюжна с акцентом на синтезаторы.

## Формирование состава
Смена состава была отмечена на каждом из первых пяти альбомов Weather Report, и Black Market продолжил эту традицию, — и Честер Томпсон, и Нарада Майкл Уолден, и Алекс Акунья, и Джако Пасториус дебютировали в Weather Report.
На вопрос об изменениях в группе в марте 1976 года Джо Завинул сказал: «Мы всегда довольны группой, потому что если мы недовольны, мы меняем её. В мире много музыкантов. Все люди, которые играли с нами, — чертовски классные музыканты. У них фантастические навыки. Но иногда они идут в одном направлении, а мы — в другом, поэтому нам приходится что-то менять. Смена музыкантов дает нам свежую кровь, новые идеи».
Состав Black Market сформировался в течение 1975 года, после выпуска предыдущего альбома Weather Report, Tale Spinnin’. В начале года проблемное место барабанщика занял Честер Томпсон из группы Фрэнка Заппы, которого рекомендовал басист Альфонсо Джонсон. Первоначально к Джонсону и Томпсону присоединился 25-летний перкуссионист Алирио Лима, оставшийся после сессий Tale Spinnin'. В октябре 1975 года его заменил Алехандро («Алекс») Акунья. Родившийся в Лиме, Перу, Акунья жил в Лас-Вегасе с 1973 года, играя с Элвисом Пресли, Энн Маргарет, Айком и Тиной Тёрнер и другими.
Первое знакомство Джако Пасториуса с Джо Завинулом произошло в Майами в конце 1974 или начале 1975 года. Джако тогда преподавал в Университете Майами. У Weather Report был концерт, и University of Miami Big Band выступал на разогреве. Weather Report опоздали, и Завинул не услышал выступление Пасториуса, но тот вернулся позже, чтобы забрать свое оборудование за кулисы, и, уходя, буквально наткнулся на Джо. У него брали интервью, и один из репотреров сказал ему: «Эй, это Джако! Ты должен послушать этого парня! Это лучший басист в мире!» Завинул просто сказал: «Как я могу услышать то, что вы делаете?» У Пасториуса была кассета, которую он сделал с парой друзей, и они пошли в Holiday Inn на Майами-Бич на следующий день и проиграли ее Джо. Тогда тот сказал, что он свяжется с Джако в будущем.

## История записи
После года гастролей Weather Report отправились в студию Devonshire Sound Studios в Северном Голливуде в конце 1975 года, чтобы записать Black Market. В середине записи альбома группа взяла перерыв на рождественские праздники. Хотя бас-гитарист Альфонсо Джонсон объявил о своем намерении покинуть Weather Report к декабрю 1975 года, чтобы присоединиться к группе Билли Кобэма-Джорджа Дюка, он тем не менее записал большинство треков для этого альбома. Он записал «Gibraltar» Завинула, «Elegant People» и «Three Clowns» Уэйна Шортера и свою собственную композицию, сложную полиритмическую пьесу «Herandnu». По мнению онлайн-издания All About Jazz, это изумительная работа, с тенор-саксофоном Шортера и разнообразными клавишными Завинула, поднимающимися и опускающимися вместе с ритмическим приливом.
Поскольку к тому времени лидер Weather Report Джо Завинул уже познакомился с Джако Пасториусом, расставание с Джонсоном прошло относительно спокойно. Завинул, который услышал черновые миксы сольного альбома Джако, пригласил его сыграть на двух треках Black Market. Дополнительные рекомендации басисту дал экс-барабанщик Майлза Дэвиса Тони Уильямс, который играл с Джако и заверил, что тот может сыграть что угодно.

## Об альбоме
Джако дебютировал с группой в композиции «Cannon Ball», трогательной дани уважения Джо Завинула своему другу и наставнику Кэннонболлу Эддерли, который умер 8 августа 1975 года. Джо хотел, чтобы Джако — как и Эддерли, уроженец Флориды — привнес в запись звучание и ритм своего родного штата, и басист справился с этой задачей превосходно. Журналист и музыкальный критик Билл Милковски считает «Cannon Ball» одной из лучших мелодий Джо Завинула, в которой музыкант исследует новые тембры и текстуры на синтезаторах; она также включает в себя сильный вклад Уэйна Шортера на тенор-саксофоне.
Вторая композиция собственного сочинения Пасториуса — «Barbary Coast», сопровождаемая звуками поезда, за которыми следует впечатляющий фанк его басовой партии. Анализируя этот трек, журнал Guitar World пишет, что мелодия клавишных и саксофона, написанная Пасториусом, повторяется, в то время как Джако погружается в свой богатый нотами соул-грув. Это определённо шоу Джако, и оно служит предчувствием всё более значимой роли, которую он будет играть в группе. По словам биографа Пасториуса Боба Боббинга, Джако изначально назвал мелодию «Coast to Coast», имея в виду свой перелет из Флориды в Лос-Анджелес для записи с Weather Report, но Завинул повлиял на изменение названия на «Barbary Coast», чтобы сделать его более подходящим для концепции альбома Black Market.
Завершающий первую сторону пластинки композиция «Gibraltar» — ещё одна из многослойных тем клавишника Джо Завинула, начинающаяся со звуков корабельного гудка и переходящая в прекрасную тему сопрано-саксофона Уэйна Шортера. На нескольких композициях альбома Уэйн Шортер использовал техническую новинку — Lyricon, электронный духовой инструмент, изготовленный в начале 1970-х годов.
По мнению газеты Ann Arbor Sun, настоящая композиционная суть альбома находится на второй стороне, в «Elegant People» Уэйна Шортера с его модными полиритмами и настроением Курта Вайля в мелодии — своего рода дистиллированная ностальгия — и в «Three Clowns», которая напоминает о таинственности и душевности, связанной с пребыванием Уэйна в квинтете Майлза Дэвиса, исполненная с текстурами Weather Report.
Ближе к концу процесса записи альбома барабанщик Честер Томпсон также решил покинуть группу, поскольку был расстроен уходом Джонсона, и у него не получалось наладить взаимодействие на репетициях с Джако Пасториусом. После ухода Томпсона Джако рекомендовал Нараду Майкла Уолдена из Mahavishnu Orchestra в качестве нового барабанщика, который записал партии ударных для композиции «Cannon Ball» и заглавного трека альбома. «Black Market» — это произведение Джо Завинула в трех частях: бодрое крещендо открывается лепетом голосов, проходит через извилистую мелодию синтезатора Завинула и заводную секцию соло-саксофона Шортера и завершается вечерними фейерверками и взрывами под ревущие фанфары. По словам Джо партия его ARP-синтезатора на треке «Black Market» была сыграна на инвертированной клавиатуре.
Для тура по США в поддержку альбома, который начался 1 апреля 1976 года в Hill Auditorium в Энн-Арборе, штат Мичиган, новый гастрольный состав Weather Report включал Пасториуса на басу, Акунью на барабанах и Маноло Бадрену на перкуссии.

## Релиз и признание
Альбом был выпущен в марте 1976 года лейблом Columbia Records и поднялся в Великобритании до 26-й позиции в UK Jazz & Blues Albums Chart. В США альбом поднялся в чартах Billboard Jazz Albums на 2-е место; в R&B Albums — на 20-е и в Billboard 200 — на 42-е. Музыкальный критик Пьеро Скаруффи включил Black Market в свой список «100 лучших джазовых альбомов».
Журнал Jazz Magazine в своём ретроспективном обзоре особо выделяет африканские мотивы и виртуозную игру музыкантов: «Джо Завинул позиционирует себя как волшебник синтезаторов и мастер запоминающихся мелодий („Cannon Ball“), в то время как ему отвечают тонкие, точные, всегда размеренные соло Уэйна Шортера на саксофоне. Вишенкой на торте является плавное, гибкое звучание электрического баса Джако Пасториуса („Barbary Coast“)».
Британская газета The Telegraph, включившая Black Market в рейтинг «100 величайших джазовых записей», пишет об альбоме: «Взяв за основу импрессионистское течение джаза шестидесятых и добавив электрические звуки и рок-биты, Weather Report нашёл формулу, которая вернула джазу массовую популярность — и при этом сохранила немалое очарование».
Black Market вошёл в список «50 величайших альбомов джаза» по итогам голосования джазового сообщества, включая джазовых музыкантов, критиков и журналистов радиостанции BBC Music Jazz.

## Список композиций
| №                   | Название            | Автор(ы)            | Длительность |
| ------------------- | ------------------- | ------------------- | ------------ |
| 1.                  | «Black Market»      | Джо Завинул         | 6:28         |
| 2.                  | «Cannon Ball»       | Завинул             | 4:36         |
| 3.                  | «Gibraltar»         | Завинул             | 8:16         |
| Общая длительность: | Общая длительность: | Общая длительность: | 19:18        |

| №                   | Название            | Автор(ы)            | Длительность |
| ------------------- | ------------------- | ------------------- | ------------ |
| 4.                  | «Elegant People»    | Уэйн Шортер         | 5:03         |
| 5.                  | «Three Clowns»      | Шортер              | 3:31         |
| 6.                  | «Barbary Coast»     | Джако Пасториус     | 3:19         |
| 7.                  | «Herandnu»          | Альфонсо Джонсон    | 6:36         |
| Общая длительность: | Общая длительность: | Общая длительность: | 18:20        |

## Участники записи

#### Weather Report
- Джо Завинул — рояль Yamaha, электрическое пианино Rhodes, 2 × ARP 2600, полифонический синтезатор Oberheim, оркестровка
- Уэйн Шортер — сопрано и тенор-саксофоны Selmer, Computone Lyricon
- Альфонсо Джонсон — электрический бас
- Джако Пасториус — безладовый электрический бас (треки 2 и 6)
- Нарада Майкл Уолден — барабаны (треки 1-2)
- Честер Томпсон — барабаны (треки 1, 3-7)
- Алекс Акунья — конга, перкуссия (треки 2-5, 7)
- Дон Алиас — перкуссия (треки 1 и 6)

#### Производство
- Джо Завинул — продюсер
- Уэйн Шортер — сопродюсер
- Рон Мало — инженер
- Нэнси Дональд — дизайн обложки
- Дэвид МакМакен — иллюстрация обложки
- Эд Караефф — фотография